# 아이컴포넌트
아이컴포넌트(I-Components Co. Ltd.)는 대한민국의 디스플레이 소재 기업이다. 본사는 경기도 평택시 팽성읍 추팔산단1길 23에 위치해 있으며 대표이사는 김양국이다.2014년에 신소재의 배리어 필름을 상용화하였다

## 상장
2008년 12월 16일에 공모가 3,500원에 코스닥 시장에 상장하였다.

## 참고문헌
1. ↑  NICE평가정보 기술분석보고서-아이컴포넌트, 2018. 7. 26[깨진 링크(과거 내용 찾기)]
2. ↑  이진영, 한국IR협의회 기술분석보고서-아이컴포넌트, 2021.04.29.[깨진 링크(과거 내용 찾기)]